# Конц, Габор
Га́бор Конц (венг. Koncz Gábor; род. 8 июля 1938, Мезёкерестеш, Венгрия) — венгерский актёр театра, кино и телевидения.

## Биография
В 1963 году окончил Высшую школу театра и кино. Работал в театрах Мишкольца, Кечкемета и Будапешта. В кино с 1961 года («Будапештские крыши»). Известность принесла работа с режиссёрами Золтаном Фабри, Миклошем Янчо и другими венгерскими режиссёрами.

## Избранная фильмография

### Актёр
- 1961 — Будапештские крыши / Pesti háztetök
- 1961 — Концерт / Koncert (к/м)
- 1962 — Рассказы в поезде / Legenda a vonaton — Кулач
- 1963 — Осенняя божья звезда / Isten öszi csillaga
- 1963 — Мы живём каждый день / Mindennap élünk — Бела
- 1963 — Жерминаль / Germinal — Суварин (Венгрия—Франция)
- 1963 — / Éjszakai repülés (ТВ)
- 1963 — Лебединая песня / Hattyúdal — Munkás az építkezésen
- 1964 — Сыновья человека с каменным сердцем / A köszívü ember fiai — Franz, forradalmár
- 1965 — С полудня до рассвета / Déltöl hajnalig — Ловас
- 1965 — Янош Хари / Háry János — Диак
- 1965 — Половодье / Zöldár — Лаци Ач
- 1965 — Любить воспрещается / Tilos a szerelem — немой
- 1966 — Двое павших / Ketten haltak meg — Ciklon szerelme
- 1966 — Переменная облачность / Változó felhözet — Медве
- 1966 — / Napfogyatkozás — Имре (ТВ)
- 1966 — / Távolsági történet (ТВ)
- 1966 — Доктор Смерть / Az orvos halála — Маркович
- 1966 — И тогда этот тип… / És akkor a pasas… — Dick
- 1966 — Холодные дни / Hideg napok — Жарко (в советском прокате «Облава в январе»)
- 1967 — Сладкий и горький / Édes és keserü
- 1967 — Три ночи любви / Egy szerelem három éjszakája
- 1967 — Вдова и капитан / Az özvegy és a százados — Егеш
- 1967 — Праздничные дни / Ünnepnapok — Миши Ковач
- 1968 — Переулок / Sikátor — Винце
- 1968 — / Sárga rózsa — Шандор Дечи (ТВ)
- 1968 — Антигона / Az élö Antigoné (ТВ)
- 1969 — Адская пристань / Pokolrév — Иван Шашш
- 1969 — Профессор преступного мира / Az alvilág professzora — Ференц Береш
- 1969 — Звёзды Эгера / Egri csillagok — Янош
- 1969 — / 7 kérdés a szerelemröl (és 3 alkérdés) — Янчи (ТВ)
- 1969 — Вербное воскресенье / Virágvasárnap
- 1969 — Кребс всемогущий / Krebsz, az isten — Putz, tanácselnök
- 1970 — Лицом к лицу / Szemtöl szembe — Ференц Шоваго
- 1970 — Изящная венгерская комедия / Szép magyar komédia — Хуньяди
- 1970 — Башня голубого огня / Érik a fény — Франк
- 1971 — Эгей, Кроха! / Hahó, Öcsi! — отец
- 1972 — Витязь Дьюла зимой и летом / Gyula vitéz télen-nyáron — Фери Прохаска / витязь Дьюла (в советском прокате «Герой голубого экрана»)
- 1972 — Расследование поручено мне / Hekus lettem — Янош Чёнтёр
- 1972 — Отечественные истории / Hazai történetek (ТВ)
- 1972 — Просто собака / Csak egy kutya (к/м, ТВ)
- 1973 — Парень на белой лошади / Egy srác fehér lovon — Bratyó
- 1973 — Турецкое копьё / A törökfejes kopja — Akibár pasa
- 1974 — Макра / Makra — Жига Надь
- 1974 — Дунайский лоцман / A dunai hajós — Деметр Боруш, Сергей Ладко (в советском прокате «Загадочное похищение»)
- 1974 — 1994 — Семейный обзор / Családi kör (сериал)
- 1975 — Копьеносцы (Уланы) / Kopjások — Казмери
- 1975 — Когда придет Йожеф / Ha megjön József — Лаци
- 1975 — Синий олень / Kék rénszarvasok (ТВ)
- 1976 — Время взрослеть / Ballagó idö — Дани
- 1976 — Эпидемия / A járvány — Ábrahám fõhadnagy
- 1976 — / A méla Tempeföi — Копохази (ТВ)
- 1976 — Чёрные алмазы / Fekete gyémántok — Петер Саффран (ТВ)
- 1977 — Венгры / Magyarok — Андраш Фабиан
- 1978 — / Tengerre nézö cellák (ТВ)
- 1978 — Туристы забавляются / Az Eröd — верховный жрец
- 1979 — Венгерская рапсодия / Magyar rapszódia — Селеш-Тот
- 1979 — Allegro barbaro / Allegro barbaro — Селеш-Тот
- 1979 — Встреча Балинта Фабиана с Богом / Fábián Bálint találkozása Istennel — Балинт Фабиан
- 1979 — Крепость / Az eröd — Santos õrnagy
- 1979 — / Az örök Don Juan (ТВ)
- 1980 — Кояк в Будапеште / Kojak Budapesten — útburkoló (в титрах не указан)
- 1980 — / A világ közepe — Габор (ТВ)
- 1980 — / Haladék — Адам Фараго
- 1980 — Благополучное схождение доктора Фауста в ад / Faustus doktor boldogságos pokoljárása (мини-сериал)
- 1980 — Матч / A mérközés — Бела Донго
- 1981 — / Az a szép, fényes nap — Géza fejedelem (ТВ)
- 1982 — Без паники, майор Кардош! / Csak semmi pánik… — Gengszterfõnök
- 1982 — Протяни мне руку / Rohanj velem!
- 1982 — Помощник / Pomocnik — Valent Lancaric
- 1982 — Безымянный замок / A névtelen vár — граф Вавель (мини-сериал)
- 1982 — Глория / Glória — Хоссу (ТВ)
- 1983 — / Klapka légió — Гашпар Сабо (ТВ)
- 1983 — Стремглав / Hanyatt-homlok — Benczus úr
- 1985 — Буржуазный / Kispolgárok — Тетерев (ТВ)
- 1986 — Таня / Tánya (ТВ)
- 1986 — Сельский нотариус / A falu jegyzöje — Nyúzó fõbíró (ТВ)
- 1987 — Заноза под ногтем / Tüske a köröm alatt — Пинтер
- 1988 — Южная почта / Juzná posta — Боднар
- 1988 — Красная жара / Red Heat — Вагран Роставили
- 1989 — Варвары / Barbárok — Цыганов (ТВ)
- 1989 — Музыкальная шкатулка / Music Box — Limo Driver
- 1993 — 2001 — Маленький город / Kisváros — Чаки (сериал)
- 1994 — / Ártatlan szélhámosok — Чупас (эпизод «A visszaesõ ártatlan») (ТВ)
- 1996 — Распутин / Rasputin — Юровский (ТВ)
- 1996 — Три мушкетёра в Африке / A három testör Afrikában — Csülök
- 1996 — Покорение / Honfoglalás — Kesõ
- 1998 — 2012 — Среди друзей / Barátok közt — Elek Ruzicski (сериал)
- 2007 — Метаморфозы / Metamorphosis — граф Турзо
- 2011 — Дверь / The Door — лейтенант-полковник
- 2012 — Бабочка / Pillangó — отец Мари (ТВ)
- 2015 — / A fekete bojtár — Ревес (ТВ)
- 2016 — / Halj már meg! — Henry

## Награды
- 1968 — Премия имени Мари Ясаи
- 1982 — Заслуженный артист ВНР
- 1997 — Премия имени Кошута